# تتمة لقصة الفارس المثير للإعجاب دون كيخوتي دي لا مانتشا
تتمة لقصة الفارس المثير للإعجاب دون كيخوتي دي لا مانتشا (بالإسبانية: Continuación de la Historia del admirable Don Quijote de la Mancha)‏ هي التكملة الفرنسية لنسخة دون كيخوتي دي لا مانتشا، التي كتبها الكاتب الفرنسي الشهير روبرت شال. نُشرت لأول مرة عام 1713، والتي نهجت سير الطبعة الفرنسية الأولى للعمل الإسباني لقصة الفارس المثير للإعجاب دون كيخوتي دي لا مانتشا التي كتبها الفرنسي فرانسوا فيليو سانت مارتن عام 1677. حاول شال التعامل مع الشخصية الرئيسية للعمل باحترام وعمق، وعمل على الحفاظ على كرامته وحكمته ورجولته. على العكس من ذلك، أظهر سانشو بانثا
مثل الشخصية التي أظهرها الكاتب الإسباني ألونسو فرنانديث دي أبيليانيدا الذي انتحل دور المؤلف للجزء الثاني من العمل الأصلي لثيربانتس، فأظهره ريفي، جشع وغبي، والذي كان يميل بدوره إلى الشرب والشهوة.